# Invisible Touch (chanson)
Singles de Genesis
Taking It All Too Hard
(1984) Throwing It All Away
(1986)
Invisible Touch est une chanson du groupe Genesis parue en 1986 sur l'album du même nom. Sortie en 45 tours au mois de mai, elle se classe en tête des ventes aux États-Unis pendant une semaine. C'est le premier no 1 américain de Genesis. Les quatre singles suivants extraits de l'album Invisible Touch se classent tous dans les cinq premières places.
Une version en concert de la chanson, enregistrée durant la tournée de promotion de l'album We Can't Dance, parait également en single en 1992. Elle se classe no 7 au Royaume-Uni, une meilleure performance que la version originale qui n'atteint que la 15e place.

## Musiciens
- Phil Collins : chant, batterie, boite à rythmes Linn LM-1
- Tony Banks : claviers
- Mike Rutherford : guitare, basse

## Classements
| Classement (1986)                    | Meilleure position |
| ------------------------------------ | ------------------ |
| Australie (Kent Music Report)        | 3                  |
| Canada (Top Singles)                 | 6                  |
| Canada (Adult Contemporary Tracks)   | 1                  |
| Europe (European Hot 100 Singles)    | 8                  |
| Finlande (Suomen virallinen lista)   | 15                 |
| Irlande (IRMA)                       | 7                  |
| Pays-Bas (Dutch Top 40 Tipparade)    | 2                  |
| Pays-Bas (Single Top 100)            | 28                 |
| Nouvelle-Zélande (RMNZ)              | 8                  |
| Suisse (Schweizer Hitparade)         | 13                 |
| Royaume-Uni (UK Singles Chart)       | 15                 |
| États-Unis (Hot 100)                 | 1                  |
| États-Unis (Adult Contemporary)      | 3                  |
| États-Unis (Mainstream Rock)         | 1                  |
| Allemagne de l'Ouest (Media Control) | 16                 |
| Zimbabwe (ZIMA)                      | 11                 |

| Classement (1986)              | Meilleure place |
| ------------------------------ | --------------- |
| Australie (Kent Music Report)  | 31              |
| Canada (RPM Top Singles)       | 55              |
| États-Unis (Billboard Hot 100) | 54              |

## Reprises
Le tribute band allemand Still Collins, formé en 1995, incorpore régulièrement la chanson dans son répertoire de concert,. Elle figure également sur ses albums Something Happened... (2001), Live 2006 (2008) et The Genesis Live Special (2012).